# Mykkänen
Mykkänen är en ö i Finland. Den ligger i sjön Enonvesi och i kommunen Nyslott och i den ekonomiska regionen  Nyslotts ekonomiska region  och landskapet Södra Savolax, i den sydöstra delen av landet, 290 km nordost om huvudstaden Helsingfors. Öns area är 1,1 hektar och dess största längd är 210 meter i sydöst-nordvästlig riktning.